# Clare Dennis
Pour les articles homonymes, voir Dennis.
Clare Dennis, née le 7 mars 1916 à Burwood et morte le 5 juin 1971 à Manly, est une nageuse australienne.

## Carrière
Aux Jeux d'été de 1932 à Los Angeles, Clare Dennis est sacrée championne olympique sur 200 mètres brasse, après avoir failli être disqualifiée en séries pour « tenue inappropriée », sa combinaison laissant apparaître ses épaules. Elle devient par la suite la première Australienne à obtenir une médaille d'or aux Jeux de l'Empire britannique en 1934 à Londres, en terminant première de la finale du 200 yard brasse.
Elle meurt en 1971 d'un cancer à Manly (Sydney). Elle entre à titre posthume à l'International Swimming Hall of Fame en 1982.